# Petr Šabach
Petr Šabach (Prága vagy Prága, 1951. augusztus 23. – Prága, 2017. szeptember 16.) cseh író, forgatókönyvíró, szerkesztő és városi tanácsos volt, leginkább humoros regényeiről és novelláiról ismert. Az ő nevét viseli a Šabachův park Prága 6 – Dejvice városrészben.

## Élete
Apja hivatásos katona volt. Šabach 1966-tól a Střední knihovnickou szakiskolában (SKŠ) tanult, de az első év után átiratkozott a gimnáziumba, ahonnan 1969-ben eltanácsolták, majd külsősökkel visszavették az SKŠ-ba, ahol 1974-ben érettségizett. Ezután a Károly Egyetem bölcsészkarán kultúratudományt tanult (1979-ben diplomázott Specifika rodiny v předávání kulturních hodnot „A család sajátosságai a kulturális értékek átadásában” című diplomamunkájával).
1974-től, amikor szabadúszóvá vált, különböző munkaköröket töltött be (éjjeliőr, kultúrház módszertanosa stb.).[3] 2000 után kreatív írást tanított az Irodalmi Akadémián (Josef Škvorecký prágai magánfőiskolája). Tagja volt a Zlatá Praha informális kocsmai közösségnek.
Rövid, súlyos betegség után halt meg.

## Munkái
1975 óta publikál novellákat folyóiratokban (esetenként újságcikkeket is, a következő folyóiratokban: Mladá fronta, Práce, Tvorba, Kmen, Kulturní rozvoj stb.). Fő formája azonban hamarosan a novella lett, amely gyakran résztörténetek sorozataként jelenik meg; a szöveg alapja egy anekdota vagy egy kocsmai történet, és az egyes cselekményszálak összekapcsolódása igen laza lehet (Opilé banány). Šabach munkásságát erős önéletrajzi jelleg jellemzi. Az ötvenes évek társadalmi és politikai helyzetét felidéző témák, valamint a mindennapi valóság és a periféria iránti érdeklődés jellemzi Šabach első regényét, a Jak potopit Austrálii (Hogyan süllyesszük el Ausztráliát, 1986), valamint az azt követő könyveit (Hovno hoří, 1994, Babičky, 1998 stb.). Az átmenet a keretes kompozíciótól a teljesebb formába, illetve az anekdotikus elbeszéléstől a Zvláštní problém Františka S. (František S. különleges problémája, 1996) felé. A Jan Hřebejk által rendezett 1993-as Šakalí léta című filmmusical az azonos című regény alapján készült, akárcsak a Šabach könyvei alapján készült további filmadaptációk: Pelíšky (1999), Pupendo (2003) és U mě dobrý (2008). Ondřej Trojan rendezte az Občanský průkaz (2010) című filmet Petr Jarchovský forgatókönyve alapján, amely Šabach azonos című novelláján alapul.
Könyveinek kiadója a Paseka.

## Könyvei
- Jak potopit Austrálii (1986)
- Hovno hoří (1994)
- Zvláštní problém Františka S. (1996)
- Putování mořského koně (1998)
- Babičky (1998)
- Opilé banány (2001)
- Čtyři muži na vodě (2003)
- Ramon (2004)
- Občanský průkaz (2006)
- Tři vánoční povídky (2007)
- Škoda lásky (2009)
- S jedním uchem naveselo (2011)
- Máslem dolů (2012)
- Rotschildova flaška (2014)
- A nakonec Vánoce (2015)

### Magyarul megjelent
- Süvölvényévek (Jak potopit Austrálii; Hovno hoří) – Európa, Budapest, 1999 · ISBN 9630765055 · Fordította: Balázs Andrea, Heé Veronika, V. Detre Zsuzsa (Fogadás; Bellevue; Kérsz bele szörpöt?; Szentesi ballada; Ősszel, amikor Krampusz megérkezett; Sárkány; Süvölvények)
- Ártatlan szeszcsapdák (Opilé banány) – Noran Libro, Budapest, 2018 · ISBN 9786155900372 · Fordította: Balázs Andrea

## Díjai
- Karel Čapek-díj – PEN Club-díj, átadás 2016. január 7-én.

## Fordítás
- Ez a szócikk részben vagy egészben  a   Petr Šabach című cseh Wikipédia-szócikk fordításán alapul.  Az eredeti cikk szerkesztőit annak laptörténete sorolja fel. Ez a jelzés csupán a megfogalmazás eredetét és a szerzői jogokat jelzi, nem szolgál a cikkben szereplő információk forrásmegjelöléseként.